# Chi-Congo
Chi-Congo ist ein Jazzalbum des Art Ensemble of Chicago. Die im Mai und Juni 1970 in Paris entstandenen Aufnahmen erschienen 1972 auf Disques Decca bzw. auf dem französischen Label Carson, 2005 als Compact Disc auf Fuel 2000.

## Hintergrund
Chi-Congo gehört zu den zahlreichen Alben, die das Art Ensemble während ihres zwei Jahre währenden Aufenthalts in Frankreich einspielte. Chi-Congo entstand zwischen Go Home und Les Stances à Sophie. Seitdem erschienen diese Sessions bei mindestens fünf anderen Labels in unterschiedlichen Formaten, notierte Rex Butters. Das Album stellte erstmals Famoudou Don Moye als Mitglied der Gruppe vor, zu der zuvor alleine Lester Bowie, Roscoe Mitchell, Joseph Jarman und Malachi Magoustous Favors gehörten.

## Titelliste
- Art Ensemble of Chicago: Chi-Congo (Disques Decca 258.054, Carson 3678, Free Factory 066)[2]

A1 Chi-Congo (Malachi Favors)

A2 Enlorfe, Part One (Roscoe Mitchell) 

B1 Enlorfe, Part Two (Roscoe Mitchell)

B2 Hippparippp (Roscoe Mitchell) .

## Rezeption
Nach Ansicht von Rex Butters, der das Album in All About Jazz rezensierte, zelebriert schon das Titelstück die Perkussion, während die Band mit dem Neuzugang Don Moye ein Rhythmustraining absolviere. Zwei durchdringende Marimbaphone würden für melodische Farbe sorgen, dann signalisiere eine sanft gespielte Flöte Favours, [die Band] mit dem glitschigen Bass zu leiten. Das Album stelle eine nach Einschätzung [vieler Kritiker] klassische Aufnahme aus der Frühphase des Art Ensemble dar, eine Erinnerung an deren Kraft virtuoser Improvisation, [um damit] Freude zu vermitteln.
Rob Ferrier verlieh dem Album in Allmusic vier Sterne und schrieb, wenn man der Ansicht sei, dass Jazz der Klang der Überraschung ist, dann würden diese Leute einen besonderen Platz in den Herzen [der Fans] einnehmen. Doch wenn man, wie andere auch, glaubt, dass Jazz ernst genommen und nur von Männern in Anzügen gespielt werden sollte, dann dürfte einen diese Platte verrückt machen. Getreu ihrer Form hätten die Melodien hier den lockeren kinetischen Swing, der ihre frühen Alben antreibe, Ornette-Coleman-artigen Funk und Miles-Davis-artigen Bop, gebrochen durch Pfiffe und gelegentliches Jaulen. Über allem anderen stehe jedoch die unbestreitbare Tatsache, dass diese Musiker hervorragende Instrumentalisten seien und alles für einen Zweck getan werde, genau dann, wenn sie es wollen. Dies sei eine wundervolle Platte.
Phil Freeman verlieh dem Album in seiner Neuauflage, gekoppelt mit Chi-Congo, in Allmusic viereinhalb Sterne und schrieb, diese gestochen scharf klingende Aufnahme sei ein Schaufenster für viele Facetten der Musik des Art Ensembles und ein Hauptwerk ihrer Diskographie. Jedes der beiden Alben sei für sich genommen stark; Zusammen auf einer einzigen CD unverzichtbar für Avantgarde-Jazz-Fans.